# Łysów (województwo mazowieckie)
Łysów – wieś w Polsce, położona w województwie mazowieckim, w powiecie siedleckim, w gminie Przesmyki. Ma status sołectwa.
We wsi działa założona w 1920 roku jednostka ochotniczej straży pożarnej. Jednostka posiada ciężki samochód ratowniczo-gaśniczy GCBA 6/32 Jelcz 315.

## Części wsi
| SIMC    | Nazwa         | Rodzaj    |
| ------- | ------------- | --------- |
| 0684553 | Łysów-Kolonia | część wsi |

## Historia
W 1888 przez ok. rok przebywał tu jako guwerner Stefan Żeromski. W 1926 urodził się w Łysowie Władysław Wasiluk, profesor Politechniki Warszawskiej.
Do 1954 roku istniała gmina Łysów, następnie do 1968 r. Łysów. Po jej likwidacji wieś była w gromadzie Niemojki. W latach 1975–1998 miejscowość administracyjnie należała do województwa siedleckiego.
W czasie kampanii wrześniowej stacjonowała tu 13 Eskadra Towarzysząca.
Wieś jest siedzibą rzymskokatolickiej parafii Matki Bożej Różańcowej, a 
prawosławni autochtoni należą do parafii Świętej Trójcy w Siedlcach.

## Obiektyzabytkowe
- Cerkiew greckokatolicka i prawosławna, ob. kościół rzymskokatolicki par. pw. Matki Boskiej Różańcowej[10], 1775, 1880, nr rej.: A-892 z 7.12.2009
  - cmentarz cerkiewny, nr rej.: jw.
  - ogrodzenie, XIX, nr rej.: jw.
- zespół dworski, XVIII/XIX, nr rej.: 505/62 z 26.03.1962 oraz 98/505 z 18.06.1998:
  - dwór, mur.-drewn.
  - park